# La Ghirlandata
«La Ghirlandata» — картина английского художника-прерафаэлита Данте Габриэля Россетти, созданная в 1873 году.
Брат художника, критик Уильям Майкл Россетти, писал, что название картины можно перевести как «Увенчанная гирляндой» или «Дама венца». Произведение создавалось в особняке Уильяма Морриса в Келмскотте. Натурщицей для картины стала Алекса Уайлдинг, для лиц обоих ангелов позировала Мэй Моррис, дочь Уильяма и Джейн Моррис (на момент написания картины ей было 10 лет).
На картине изображена девушка, играющая на арфе, и два ангела, заворожённо слушающие эту музыку. Уильям Майкл Россетти предположил, что его брат намеревался изобразить «молодость, красоту и способность к искусству, достойному небесной аудитории, но всё это омрачается тем, что оно обречено на смерть». Последнее может быть связано с трудным периодом в жизни художника; незадолго до этого он пытался совершить самоубийство. Уильям Майкл Россетти также отметил, что изначально среди цветов на картине должен был быть ядовитый аконит, но его брат «совершил ошибку», изобразив вместо них живокость. Среди других цветов на картине, несущих символическое значение, — жимолость и роза, олицетворяющие любовь и сексуальность. Символом любви служит также сама арфа и музыка; во время создания картины Уильяма Морриса не было в Келмскотте, зато там присутствовала его супруга Джейн, являвшаяся возлюбленной Данте Габриэля Россетти. В своём письме к Уильяму Беллу Скотту художник заявил, что над картиной была проведена огромная работа, в том числе и над растительностью и цветами, которые «с особой тщательностью написаны с натуры» и он полагает, что это «самая зелёная картина в мире» - центральная фигура одета в зелёное и окружена зелёной листвой, также он писал, что считает эту работу своим лучшим произведением. «La Ghirlandata» также является венецианской интерпретацией образа «Безжалостной красавицы» Джона Китса.